# Мирзо, Шерали
Шерали Мирзо (тадж. Шералӣ Мирзо; род. 24 мая 1967, район Москва) — таджикский военный деятель, министр обороны Республики Таджикистан (20 ноября 2013 — 23 января 2025).

## Биография
Шерали Мирзо родился 24 мая 1967 года в Московском районе Хамадони, выпускник Пермского высшего военного училища, с 1994 года служит в Вооружённых Силах Таджикистана.
- 1995—1997 гг. — командир стрелковой бригады Сухопутных войск Таджикистана, 1997—2002 гг. — командир бригады скорой помощи Вооружённых Сил Таджикистана.
- 2002—2004 гг. — курсант Военной академии имени Фрунзе.
- С 2005 по 2006 год был заместителем министра обороны Таджикистана — командующим Сухопутными войсками страны. 5 декабря 2006 года назначен Первым заместителем Председателя Государственного комитета национальной безопасности Таджикистана, командующим Пограничными войсками Государственного комитета национальной безопасности Таджикистана.

Указом президента Республики Таджикистан от 20 ноября 2013 года назначен министром обороны Республики Таджикистан.
Награждён орденом «Зарринточ» II степени (2013).
23 января 2025 года был освобождён от должности министра обороны, возглавив Главное управление по защите государственной тайны при правительстве Таджикистана, на его прежний пост был назначен Эмомали Собирзода, ранее занимавший должность начальника Генштаба вооружённых сил — первого заместителя министра обороны.